# Чемпіонат Європи із шахів 2015
16-й чемпіонат Європи з шахів, що проходив в Єрусалимі з 23 лютого по 8 березня 2015 року. Турнір проводився за швейцарською системою у 11 турів за участі 250 шахістів.
Набравши 8½ очок з 11 можливих (+6-0=5) чемпіоном Європи 2015 року став 37-річний росіянин Євген Наєр.
За підсумками турніру 23 найкращих шахістів завоювали путівки на Кубку світу ФІДЕ 2015 року. Серед них п'ятеро українців, зокрема: Юрій Вовк (5 місце), Антон Коробов (6 місце), Павло Ельянов (8 місце), Андрій Волокітін (9 місце) та Олександр Моїсеєнко (12 місце).

## Регламент турніру

### Розклад змагань
- Відкриття турніру: 23 лютого[2]
- Ігрові дні: 24-27 лютого, 1-6, 8 березня
- Вихідні дні: 28 лютого, 7 березня
- Закриття турніру: 8 березня

Початок партій 1-3, 5-9 тури о 15-00, 4 і 10 тури о 11-00, останній тур о 13-00 (час Київський).

### Контроль часу
- 90 хвилин на 40 ходів, 30 хвилин до закінчення партії та додатково 30 секунд на хід починаючи з першого.

### Критерії розподілу місць
- 1. Усічений середній рейтинг;
- 2. Усічений коефіцієнт Бухгольца;
- 3. Коефіцієнт Бухгольця;
- 4. Кількість перемог.

### Призовий фонд
Загальний призовий фонд турніру становить — 120 000 Євро, з них 97 000 Євро — призові згідно підсумкового розподілу місць (1 місце — 16 000, 2 місце — 14 000, 3 місце — 12 000, 4 місце — 10 000 …. 17 місце — 1 000 Євро), 6 250 Євро — призові за найкращі показники «Перфоманс мінус рейтинг», 10 000 Євро — призові за найкращий виступ серед шахістів, які народилися раніше 31 грудня 1965 року.

## Учасники— фаворити турніру
| - Давид Навара ( Чехія, 2735) — 19 - Микита Вітюгов ( Росія, 2735) — 20 - Павло Ельянов ( Україна, 2727) — 26 - Ян Непомнящий ( Росія, 2717) — 32 - Етьєн Бакро ( Франція, 2711) — 36 - Франсіско Вальєхо Понс ( Іспанія, 2706) — 41 - Максим Матлаков ( Росія, 2695) — 50 - Олександр Моїсеєнко ( Україна, 2695) — 51 | - Юрій Криворучко ( Україна, 2692) — 53 - Олександр Рязанцев ( Росія, 2688) — 55 - Антон Коробов ( Україна, 2687) — 56 - Іван Чепарінов ( Болгарія, 2681) — 60 - Юрій Кузубов ( Україна, 2667) — 76 - Андрій Волокітін ( Україна, 2646) — 115 - Олександр Зубов ( Україна, 2607) — 204 |

жирним  — місце в рейтингу станом на лютий 2015 року

## Турнірна таблиця
Підсумкова таблиця
| Місце | Шахіст                 | Країна    | Рейтинг |  | + | = | − | Очки | TB1  | Перфоменс | +/-    |
| ----- | ---------------------- | --------- | ------- |  | - | - | - | ---- | ---- | --------- | ------ |
| 1     | Євген Наєр             | Росія     | 2634    |  | 6 | 5 | 0 | 8½   | 2636 | 2816      | + 26,5 |
| 2     | Давид Навара           | Чехія     | 2735    |  | 6 | 4 | 1 | 8    | 2643 | 2801      | +9,0   |
| 3     | Матеуш Бартель         | Польща    | 2631    |  | 5 | 6 | 0 | 8    | 2600 | 2746      | + 17,4 |
| 4     | Денис Хісматуллін      | Росія     | 2653    |  | 5 | 6 | 0 | 8    | 2547 | 2702      | + 7,8  |
| 5     | Юрій Вовк              | Україна   | 2588    |  | 5 | 5 | 1 | 7½   | 2648 | 2730      | + 24,2 |
| 6     | Антон Коробов          | Україна   | 2687    |  | 6 | 3 | 2 | 7½   | 2646 | 2759      | + 11,3 |
| 7     | Олександр Іпатов       | Туреччина | 2592    |  | 5 | 5 | 1 | 7½   | 2634 | 2719      | + 21,5 |
| 8     | Павло Ельянов          | Україна   | 2727    |  | 5 | 5 | 1 | 7½   | 2623 | 2740      | + 2,6  |
| 9     | Андрій Волокітін       | Україна   | 2646    |  | 4 | 7 | 0 | 7½   | 2623 | 2729      | + 13,3 |
| 10    | Максим Матлаков        | Росія     | 2695    |  | 4 | 7 | 0 | 7½   | 2615 | 2732      | + 5,8  |
| 11    | Санан Сюгіров          | Росія     | 2678    |  | 4 | 7 | 0 | 7½   | 2609 | 2725      | + 7,6  |
| 12    | Олександр Моїсеєнко    | Україна   | 2695    |  | 4 | 7 | 0 | 7½   | 2608 | 2682      | + 3,9  |
| 13    | Олександр Мотильов     | Росія     | 2665    |  | 4 | 7 | 0 | 7½   | 2607 | 2721      | + 8,9  |
| 14    | Ілля Ільюшенок         | Росія     | 2450    |  | 5 | 5 | 1 | 7½   | 2598 | 2680      | + 35,3 |
| 15    | Роберт Кемпінський     | Польща    | 2625    |  | 6 | 3 | 2 | 7½   | 2592 | 2690      | + 11,4 |
| 16    | Ілля Смірін            | Ізраїль   | 2650    |  | 5 | 5 | 1 | 7½   | 2590 | 2701      | + 8,1  |
| 17    | Іван Чепарінов         | Болгарія  | 2681    |  | 4 | 7 | 0 | 7½   | 2589 | 2707      | + 4,6  |
| 18    | Габріел Саркісян       | Вірменія  | 2668    |  | 4 | 7 | 0 | 7½   | 2585 | 2702      | + 5,7  |
| 19    | Іван Попов             | Росія     | 2639    |  | 4 | 7 | 0 | 7½   | 2583 | 2692      | + 9,1  |
| 20    | Віктор Лазнічка        | Чехія     | 2670    |  | 5 | 5 | 1 | 7½   | 2583 | 2701      | + 5,0  |
| 21    | Максим Родштейн        | Ізраїль   | 2660    |  | 5 | 5 | 1 | 7½   | 2580 | 2694      | + 6,2  |
| 22    | Анте Бркіч             | Хорватія  | 2586    |  | 5 | 5 | 1 | 7½   | 2577 | 2663      | + 14,9 |
| 23    | Лівіу-Дітер Нісіпяну   | Німеччина | 2654    |  | 5 | 5 | 1 | 7½   | 2540 | 2655      | + 2,2  |
| 24    | Борис Грачов           | Росія     | 2670    |  | 5 | 5 | 1 | 7½   | 2531 | 2630      | -2,2   |
| 25    | Тамір Набаті           | Ізраїль   | 2585    |  | 7 | 1 | 3 | 7½   | 2530 | 2621      | + 8,8  |
| 26    | Емре Джан              | Туреччина | 2555    |  | 6 | 3 | 2 | 7½   | 2463 | 2547      | + 4,8  |
| 27    | Ян Непомнящий          | Росія     | 2714    |  | 5 | 4 | 2 | 7    | 2639 | 2723      | + 1,6  |
| …     |                        |           |         |  |   |   |   |      |      |           |        |
| 30    | Микита Вітюгов         | Росія     | 2735    |  | 3 | 8 | 0 | 7    | 2599 | 2688      | - 6,6  |
| 32    | Етьєн Бакро            | Франція   | 2711    |  | 3 | 8 | 0 | 7    | 2596 | 2683      | - 3,7  |
| 33    | Даніїл Дубов           | Росія     | 2632    |  | 3 | 8 | 0 | 7    | 2578 | 2653      | + 3,9  |
| 39    | Мартин Кравців         | Україна   | 2565    |  | 4 | 6 | 1 | 7    | 2558 | 2603      | + 10,6 |
| 41    | Юрій Криворучко        | Україна   | 2692    |  | 3 | 8 | 0 | 7    | 2521 | 2613      | - 10,3 |
| 55    | Олександр Бєлявський   | Словенія  | 2623    |  | 4 | 5 | 2 | 6½   | 2575 | 2606      | - 0,6  |
| 56    | Франсіско Вальєхо Понс | Іспанія   | 2706    |  | 3 | 7 | 1 | 6½   | 2570 | 2576      | - 12,3 |
| 61    | Юрій Кузубов           | Україна   | 2667    |  | 3 | 7 | 1 | 6½   | 2551 | 2600      | - 8,7  |
| 62    | Олександр Зубов        | Україна   | 2607    |  | 4 | 5 | 2 | 6½   | 2546 | 2574      | - 1,0  |
| 68    | Олександра Горячкіна   | Росія     | 2451    |  | 5 | 3 | 3 | 6½   | 2536 | 2554      | + 17,3 |
| 72    | Валерій Невєров        | Україна   | 2485    |  | 5 | 3 | 3 | 6½   | 2507 | 2540      | + 9,3  |
| 164   | Віталій Сивук          | Україна   | 2517    |  | 4 | 2 | 5 | 5    | 2385 | 2299      | - 23,6 |
| 187   | Петро Марусенко        | Україна   | 2205    |  | 4 | 1 | 6 | 4½   | 2275 | 2167      | - 13,4 |
| 212   | Володимир Чубар        | Україна   | 2066    |  | 4 | 0 | 7 | 4    | 2134 | 1981      | - 15,5 |

становище шахістів після 10 туру
- 1 місце — Євген Наєр — 8 очок;
- 2-3 місця — Давид Навара, Деніс Хісматуллін — по 7½ очок;
- 4-18 місця — по 7 очок (в тому числі: Антон Коробов, Юрій Вовк, Ян Непомнящий, Олександр Мотильов, Андрій Волокітін);
- 19-44 місця — по 6½ очок (в тому числі: Олександр Іпатов, Павло Ельянов, Олександр Моїсеєнко, Етьєн Бакро, Даніїл Дубов, Юрій Кузубов, Олександр Зубов, Мартин Кравців, Юрій Криворучко);
- 45-80 місця — по 6 очок (в тому числі: Микита Вітюгов, Франсіско Вальєхо Понс, Олександра Горячкіна);
- 81-115 місця — по 5½ очок (в тому числі: Олександр Бєлявський, Валерій Невєров);

становище шахістів після 9 туру
- 1-3 місця — Антон Коробов, Давид Навара, Євген Наєр — по 7 очок;
- 4-14 місця — по 6½ очок (в тому числі: Ян Непомнящий, Олександр Мотильов, Павло Ельянов, Андрій Волокітін, Габріель Саргіссян, Матеуш Бартель);
- 15-42 місця — по 6 очок (в тому числі: Юрій Вовк, Олександр Іпатов, Олександр Моїсеєнко, Етьєн Бакро, Даніїл Дубов, Юрій Кузубов, Олександр Зубов, Мартин Кравців);
- 43-72 місця — по 5½ очок (в тому числі: Микита Вітюгов, Франсіско Вальєхо Понс, Юрій Криворучко);
- 73-119 місця — по 5 очок (в тому числі: Олександр Бєлявський, Олександра Горячкіна, Віталій Сивук);

становище шахістів після 8 туру
- 1 місце — Ян Непомнящий — 6½ очок;
- 2-14 місця — по 6 очок (в тому числі: Антон Коробов, Олександр Мотильов, Давид Навара, Габріель Саргіссян, Андрій Волокітін, Матеуш Бартель, Лівіу-Дітер Нісіпіану, Євген Наєр);
- 15-31 місця — по 5½ очок (в тому числі: Павло Ельянов, Етьєн Бакро, Олександр Моїсеєнко, Даніїл Дубов, Мартин Кравців);
- 32-75 місця — по 5 очок (в тому числі: Юрій Вовк, Олександр Іпатов, Микита Вітюгов, Франсіско Вальєхо Понс, Юрій Кузубов, Олександр Зубов, Юрій Криворучко);
- 76-116 місця — по 4½ очки (в тому числі: Валерій Невєров, Віталій Сивук);
- 117–156 місця — по 4 очки (в тому числі: Олександра Горячкіна, Олександр Бєлявський);

становище шахістів після 7 туру
- 1-9 місця — по 5½ очок (Антон Коробов, Ян Непомнящий, Олександр Мотильов, Габріель Саргіссян, Андрій Волокітін, Матеуш Бартель, Девід Хауелл, Іван Попов, Лівіу-Дітер Нісіпіану);
- 10-30 місця — по 5 очок (в тому числі: Павло Ельянов, Давид Навара, Етьєн Бакро, Даніїл Дубов);
- 31-73 місця — по 4½ очки (в тому числі: Юрій Вовк, Олександр Моїсеєнко, Микита Вітюгов, Франсіско Вальєхо Понс, Юрій Кузубов, Олександр Зубов, Юрій Криворучко, Мартин Кравців);
- 74-111 місця — по 4 очки (в тому числі: Олександр Бєлявський, Олександр Іпатов, Валерій Невєров);
- 112–152 місця — по 3½ очки (в тому числі: Олександра Горячкіна, Віталій Сивук);

становище шахістів після 6 туру
- 1-4 місця — по 5 очок (Ян Непомнящий, Олександр Мотильов, Габріель Саргіссян, Матеуш Бартель);
- 5-25 місця — по 4½ очки (в тому числі: Антон Коробов, Павло Ельянов, Андрій Волокітін, Даніїл Дубов, Еміль Сутовський);
- 26-65 місця — по 4 очки (в тому числі: Юрій Вовк, Давид Навара, Олександр Моїсеєнко, Юрій Кузубов, Олександр Бєлявський, Олександр Іпатов);
- 66-109 місця  — по 3½ очки (в тому числі: Юрій Криворучко, Мартин Кравців, Олександр Зубов, Олександра Горячкіна, Франсіско Вальєхо Понс, Віталій Сивук);
- 110–163 місця  — по 3 очки (в тому числі: Валерій Невєров);
- 164–185 місця  — по 2½ очки;

становище шахістів після 5 туру
- 1 місце — Антон Коробов — 4½ очки;
- 2-16 місця — по 4 очки (в тому числі: Юрій Вовк, Давид Навара, Олександр Мотильов, Павло Ельянов, Андрій Волокітін, Ян Непомнящий, Даніїл Дубов, Еміль Сутовський);
- 17-59 місця — по 3½ очки (в тому числі: Олександр Моїсеєнко, Юрій Кузубов, Олександр Зубов, Олександр Бєлявський, Олександр Іпатов, Олександра Горячкіна);
- 60-117 місця — по 3 очки (в тому числі: Юрій Криворучко, Мартин Кравців);
- 118–149 місця — по 2½ очки (в тому числі: Валерій Невєров, Віталій Сивук);

становище шахістів після 4 туру
- 1 місце — Антон Коробов — 4 очки;
- 2-9 місця — по 3½ очки (в тому числі: Юрій Вовк, Давид Навара, Олександр Мотильов);
- 10-60 місця — по 3 очки (в тому числі: Павло Ельянов, Олександр Моїсеєнко, Андрій Волокітін, Юрій Кузубов);
- 61-94 місця — по 2½ очки (в тому числі: Олександр Зубов);
- 95-169 місця — по 2 очки (в тому числі: Юрій Криворучко, Мартин Кравців, Петро Марусенко);

Турнірне становище шахістів після 3 туру
Турнірне становище шахістів після 2 туру
Турнірне становище шахістів після 1 туру

## Результати виступівукраїнських шахістів
- Посів — відповідно до рейтингу Ело;
- Очки — сума набраних очок (1 за перемогу шахіста, ½ за нічию, 0 — за поразку);
- 1, 2, 3 і т. д.  — тури;
- 2542 — рейтинг суперника;
- Б/Ч — білі/чорні фігури;
- Перф  — турнірний перфоменс;
- М  — місце

| Посів | Шахіст              | Рейтинг | Очки | + | = | - | 1        | 2        | 3        | 4        | 5        | 6        | 7        | 8        | 9        | 10       | 11       | Перф | Місце |
| ----- | ------------------- | ------- | ---- | - | - | - | -------- | -------- | -------- | -------- | -------- | -------- | -------- | -------- | -------- | -------- | -------- | ---- | ----- |
| 3     | Павло Ельянов       | 2727    | 7½   | 5 | 5 | 1 | 2450 Ч 1 | 2582 Б 1 | 2592 Ч ½ | 2623 Б ½ | 2596 Б 1 | 2634 Ч ½ | 2629 Б ½ | 2631 Ч ½ | 2661 Б 1 | 2634 Ч 0 | 2625 Б 1 | 2740 | 8     |
| 8     | Олександр Моїсеєнко | 2695    | 7½   | 4 | 7 | 0 | 1956 Б 1 | 2573 Ч ½ | 2582 Б 1 | 2622 Ч ½ | 2615 Б ½ | 2612 Ч ½ | 2609 Б ½ | 2605 Ч 1 | 2632 Б ½ | 2625 Ч ½ | 2607 Б 1 | 2682 | 12    |
| 9     | Юрій Криворучко     | 2692    | 7    | 3 | 8 | 0 | 2435 Б ½ | 2444 Ч ½ | 2410 Б ½ | 2418 Ч ½ | 2435 Б 1 | 2565 Ч ½ | 2533 Б 1 | 2603 Ч ½ | 2590 Б ½ | 2583 Ч 1 | 2605 Б ½ | 2613 | 41    |
| 11    | Антон Коробов       | 2687    | 7½   | 6 | 3 | 2 | 2428 Б 1 | 2571 Ч 1 | 2607 Б 1 | 2626 Ч 1 | 2735 Б ½ | 2714 Ч 0 | 2626 Б 1 | 2654 Ч ½ | 2650 Б 1 | 2634 Ч 0 | 2646 Б ½ | 2759 | 6     |
| 21    | Юрій Кузубов        | 2677    | 6½   | 3 | 7 | 1 | 2402 Б ½ | 2418 Ч ½ | 2374 Б 1 | 2529 Ч 1 | 2605 Б ½ | 2607 Ч ½ | 2603 Б ½ | 2586 Ч ½ | 2579 Б 1 | 2592 Ч ½ | 2586 Б 0 | 2600 | 61    |
| 33    | Андрій Волокітін    | 2646    | 7½   | 4 | 7 | 0 | 2331 Б 1 | 2555 Ч 1 | 2596 Б ½ | 2586 Ч ½ | 2579 Б 1 | 2626 Ч ½ | 2605 Б 1 | 2668 Ч ½ | 2660 Б ½ | 2665 Б ½ | 2687 Ч ½ | 2729 | 9     |
| 59    | Олександр Зубов     | 2607    | 6½   | 4 | 5 | 2 | 2141 Б 1 | 2492 Ч ½ | 2711 Б ½ | 2469 Ч ½ | 2457 Б 1 | 2653 Ч 0 | 2451 Б 1 | 2675 Ч ½ | 2190 Б 1 | 2670 Ч ½ | 2695 Ч 0 | 2574 | 62    |
| 71    | Юрій Вовк           | 2588    | 7½   | 5 | 5 | 1 | 2085 Б 1 | 2460 Ч 1 | 2646 Б 1 | 2735 Ч ½ | 2650 Б ½ | 2665 Ч 0 | 2681 Б ½ | 2670 Ч ½ | 2643 Б 1 | 2663 Б 1 | 2670 Ч ½ | 2730 | 5     |
| 89    | Мартин Кравців      | 2565    | 7    | 4 | 6 | 1 | 1939 Б 1 | 2650 Ч ½ | 2643 Б 0 | 2368 Ч ½ | 2296 Б 1 | 2692 Б ½ | 2460 Ч 1 | 2638 Ч 1 | 2677 Б ½ | 2629 Ч ½ | 2632 Б ½ | 2603 | 39    |
| 104   | Віталій Сивук       | 2517    | 5    | 4 | 2 | 5 | 1838 Ч 1 | 2623 Б 0 | 2272 Ч ½ | 2238 Б 0 | 2061 Ч 1 | 2384 Б 1 | 2625 Ч 0 | 2154 Б 1 | 2391 Б ½ | 2675 Ч 0 | 2402 Б 0 | 2299 | 164   |
| 115   | Валерій Невєров     | 2485    | 6½   | 5 | 3 | 3 | 2389 Ч 1 | 2603 Б ½ | 2625 Ч 0 | 2675 Ч 0 | 2152 Б 1 | 2350 Б ½ | 2285 Ч 1 | 2605 Б ½ | 2615 Ч 0 | 2350 Б 1 | 2571 Ч 1 | 2540 | 72    |
| 173   | Петро Марусенко     | 2205    | 4½   | 4 | 1 | 6 | 2625 Б 0 | 1824 Ч 1 | 2494 Б 0 | 1929 Ч 1 | 2505 Б 0 | 2582 Ч 0 | 2022 Б 0 | 1807 Ч 1 | 1912 Б 1 | 2428 Ч ½ | 2427 Б 0 | 2167 | 187   |
| 199   | Володимир Чубар     | 2066    | 4    | 4 | 0 | 7 | 2586 Б 0 | 2675 Ч 0 | 1873 Б 1 | 2331 Ч 0 | 1807 Б 1 | 2374 Ч 0 | 2318 Б 0 | 1607 Ч 0 | 1571 Б 1 | 1903 Ч 0 | 1869 Б 1 | 1981 | 212   |